# Eleocharis parvinux
Eleocharis parvinux är en halvgräsart som beskrevs av Jisaburo Ohwi. Eleocharis parvinux ingår i släktet småsäv, och familjen halvgräs. Inga underarter finns listade i Catalogue of Life.